# Азе ле Бруле
Азе ле Бруле (фр. Azay-le-Brûlé) насеље је и општина у западној Француској у региону Поату-Шарант, у департману Де Севр која припада префектури Ниор.
По подацима из 2011. године у општини је живело 1829 становника, а густина насељености је износила 82,76 становника/km². Општина се простире на површини од 22,1 km². Налази се на средњој надморској висини од 78 метара (максималној 131 m, а минималној 41 m).

## Демографија
| 1962. | 1968. | 1975. | 1982. | 1990. | 1999. | 2011. |
| ----- | ----- | ----- | ----- | ----- | ----- | ----- |
| 1.155 | 1.162 | 1.003 | 1.187 | 1.399 | 1.445 | 1.829 |

График промене броја становника у току последњих година